# Убосот

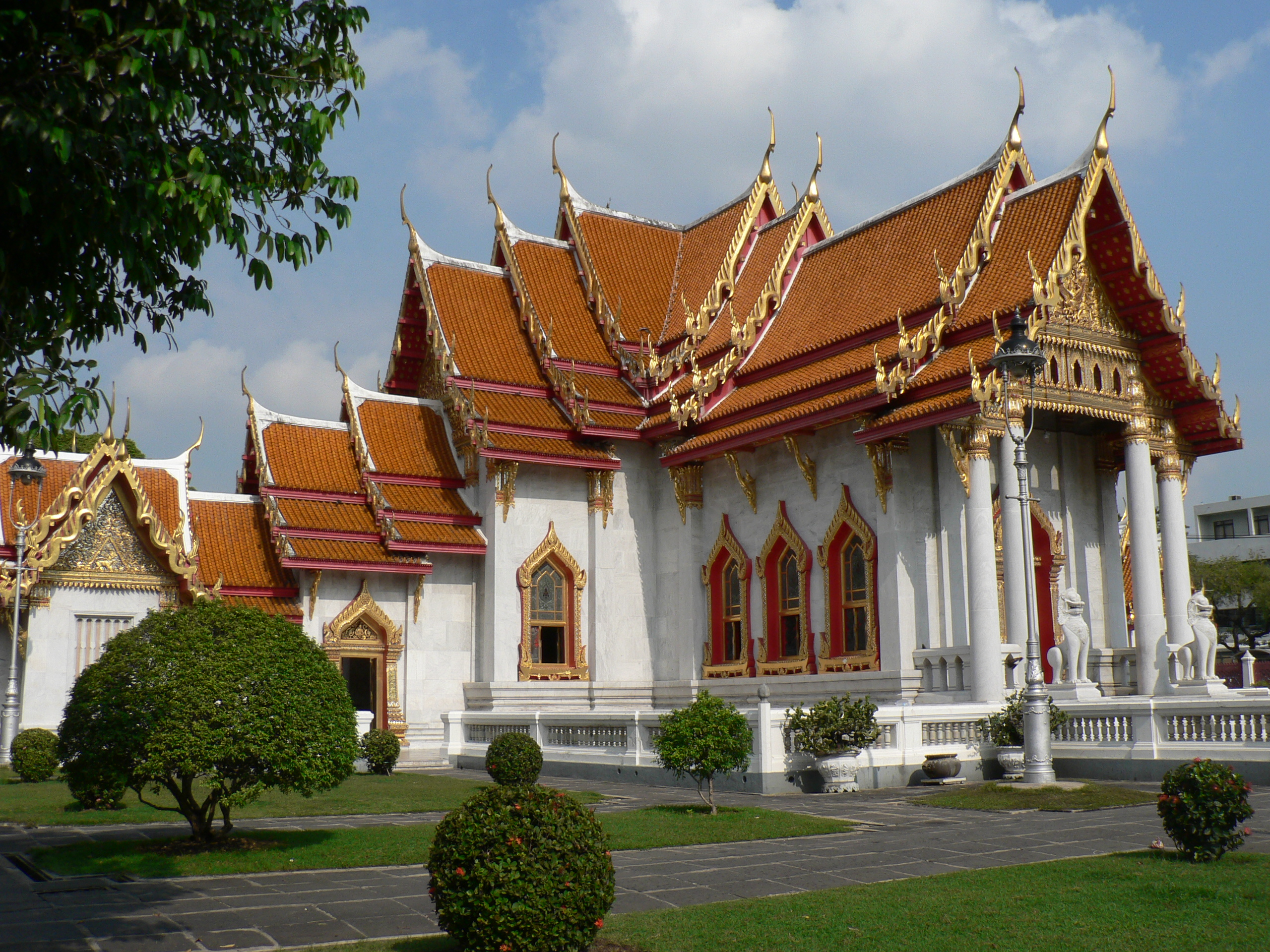
Убосот вата Бенчамабопхит, Бангкок, Таиланд

Пхра убосот (убосот) (тайск. พระอุโบสถ, или более короткая версия бот тайск. โบสถ์) — основное сооружение  в буддийском вате, где размещается основная святыня (чаще всего, статуя Будды). Там совершаются молитвы, проходят религиозные церемонии, медитация и чтение священных текстов, а также происходит посвящение монахов в сан. Убосот всегда самое красивое здание в монастыре, украшенное мозаикой, настенной росписью. Чаще всего он открыт только для монахов, мирянам туда вход запрещен.
Убосот строится на участке, ограниченном восемью камнями Баи Сема (тайск. ใบเสมา), которые отделяют священное от мирского. Камни обычно ставятся на поверхности и отмечают места, где закопаны Лук Нимит (тайск. ลูกนิมิต), каменные сферы, расположенные в углах территории, которая считается священной. Девятая каменная сфера, обычно большего размера, закапывается под главным изображением Будды в убосоте.